# Eupleri
L'eupleri (Eupleres goudotii) és espècie poc freqüent de la família dels euplèrids, endèmica de Madagascar.
Està classificada dins de la subfamília dels euplerins, juntament amb la civeta de Madagascar, el seu parent més proper, i la fossa. L'eupleri té una sèrie de particularitats que el fan digne de la seva classificació independent.

## Descripció
Es tracta d'un animal petit, amb una longitud del cos i del cap entre 45 i 65 centímetres, i una cua d'entre 22 i 25 centímetres.
El seu cos baix i el seu musell allargat, fan que s'assembli a les mangostes, encara que el pelatge de la majoria de mangostes segueix uns patrons de coloració marcats per bandes o ratlles. Té un cua cilíndrica i ample, en la qual emmagatzema greix com a reserva energètica, per a períodes d'escassetat d'aliment. El pelatge interior és dens i està cobert de pèls llargs protectors. Tenen el dors de color lleonat amb el ventre més clar.

## Distribució i hàbitat
Està distribuït pels boscos costaners del nord-oest i l'est de Madagascar, on viu en boscos humits de les terres baixes, poblats per espècies de ciperàcies, ràfies i pandanàcies, encara que es desconeixen pocs detalls de les àrees de distribució de les dues subespècies.

## Comportament
És un animal solitari, encara que s'ha observat em grups, i nocturn, que passa el dia dormint en forats als troncs o esquerdes a les roques. L'eupleri defensa el seu territori, les fronteres dels quals són ruixades amb secrecions de les glàndules anals i del coll. Tot i que se sap que emet sons, se n'han registrat pocs.
El seu cicle biològic té períodes d'acumulació de greix durant abril i maig, abans dels mesos secs de juny i juliol.

## Dieta
La seva dieta està gairebé exclusivament constituïda per cucs i altres petits invertebrats. El seu musell allargat i les seves dents d'insectívor, contribueixen a la seva especialització en capturar petits invertebrats. També fa servir les seves urpes per cavar i descobrir insectes amagats entre les fulles que hi ha al terra del bosc.

## Reproducció
L'aparellament té lloc al juliol i agost i les cries neixen entre novembre i gener. La mare dona a llum a un o dos joves precoços, que pesen aproximadament 150 grams i ja tenen els ulls oberts. Als dos dies de néixer, els joves són capaços de seguir la seva mare mentre cerca aliment, i a les nou setmanes ja estan ben desenvolupats i són deslletats. Poc després abandonen a les seves mares. Tot i que assoleixen ràpidament una mobilitat completa, de manera que aviat poden seguir la seva mare pel bosc, tenen un ritme de creixement més lent que el d'altres carnívors de mida semblant.

## Estat de conservació
La situació de perill de l'eupleri, es deu a l'impacte humà sobre els boscos de Madagascar. El seu nombre i distribució s'ha reduït a causa de la desforestació, el drenatge de pantans, la caça pels usos alimentaris, i la depredador de gossos domèstics. També se sospita que la competència amb la civeta petita de l'Índia, introduïda artificialment per l'home, pot haver contribuït al seu declivi. Tot i que la seva àrea de distribució és gran, es tracta d'una espècie poc nombrosa.

## Subespècies
- Eupleres goudotii goudotii